# Mosquée Sidi Ali Ben Ziyad
La mosquée Sidi Ali Ben Ziyad (arabe : مسجد سيدي علي بن زياد) est une ancienne mosquée tunisienne, qui n'existe plus de nos jours et qui était située à l'ouest de la médina de Tunis.

## Localisation
Elle se trouvait sur la rue Sidi Ben Ziyad, derrière le Dar El Bey.

## Étymologie
Elle tire son nom du saint homme Sidi Ali Ben Ziyad, jurisconsulte ifriqiyen et grand imam malikite.

## Histoire
Selon l'historien Mohamed Belkhodja, Sidi Ali Ben Ziyad, mort en 799 (183 de l'hégire), est enterré dans cet édifice, ce qui indique que la mosquée a existé dès le IXe siècle.